# Костюм-скелет
Костюм-скелет був одягом для маленьких хлопчиків, популярний приблизно з 1790 до кінця 1820-х років, після чого він все більше втрачав популярність з появою штанів. Він складався з вузького пальто або піджака з короткими або довгими рукавами, застібнутими на пару штанів із високою талією. Костюми скелети часто описують як одну з найперших модних речей, спеціально розроблену для дітей, а не для дорослих. Раніше (і згодом) хлопці носили сукні.
Чарльз Діккенс описує костюм-скелет як «…один з тих прямих синіх тканинних футлярів, в яких раніше ходили маленькі хлопчики, до того, як з'явилися ремені та туніки, а старі уявлення не зникли: геніальна вигадка для демонстрації повної симетрії фігури хлопчика, одягали його в дуже тугий піджак, з орнаментальним рядом ґудзиків на кожному плечі, а потім застібали його штани, щоб надати його ногам вигляд, що вони зачеплені, просто під пахвами» (Нариси Боза, 1836). Незважаючи на твердження Діккенса, костюми-скелети виготовлялися в різних кольорах. Зазвичай їх носили з білою блузкою або сорочкою, обробленою мереживом або рюшами .

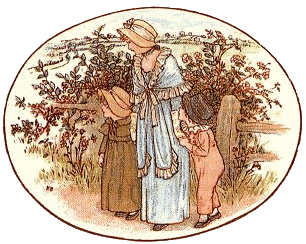
Ілюстрація Кейт Грінуей, 1885 р., показує маленького хлопчика в костюмі-скелеті.

Костюм-скелет — одна з дитячих ностальгійних моделей Regency, типових для ілюстрацій Кейт Грінуей .